# 브셰지니
브셰지니(폴란드어: Brzeziny)는 폴란드 중부 우치주에 위치해 있는 도시로, 브셰지니의 면적은 38.31km2이며, 브셰지니의 높이는 280m이고, 브셰지니의 인구는 2006년 기준으로 39,797명이며, 브셰지니의 인구 밀도는 1,000명/km2이다. 또한 브셰지니는 브셰지니군의 군청 소재지이며, 우치에서 동쪽으로 20km 정도 떨어진 곳에 위치해 있다.

시기
시 문장